# Станич, Дарко
Дарко Станич (серб. Дарко Станић / Darko Stanić; род. 8 октября 1978, Мойковац) — сербский гандболист, вратарь.

## Карьера

### Клубная
На заре своей карьеры выступал за ряд клубов Сербии и Черногории: «Брсково» (Мойковац), «Беране», «Црвена Звезда» (Белград), «Ловчен» (Цетине). В 2005 году уехал за границу выступать за швейскарскую команду «Зур», сезон 2005/2006 провёл в составе клуба «Амицития» из Цюриха. В мае 2006 года был дисквалифицирован на два года за употребление кокаина. После возвращения в гандбол присоединился к словенской команде «Копер», с 2011 года защищает цвета скопьевского «Металлурга». Летом 2012 года его безуспешно пытался приобрести «Фриш Ауф» из Гёппингена.

### В сборной
Сыграл 59 игр за сборную. Выступал на чемпионате Европы 2010 года, чемпионате мира 2011 года, Олимпийских играх 2012 года и чемпионате Европы 2012 года, где стал серебряным призёром и лучшим вратарём первенства.